# 4th Light Horse Brigade

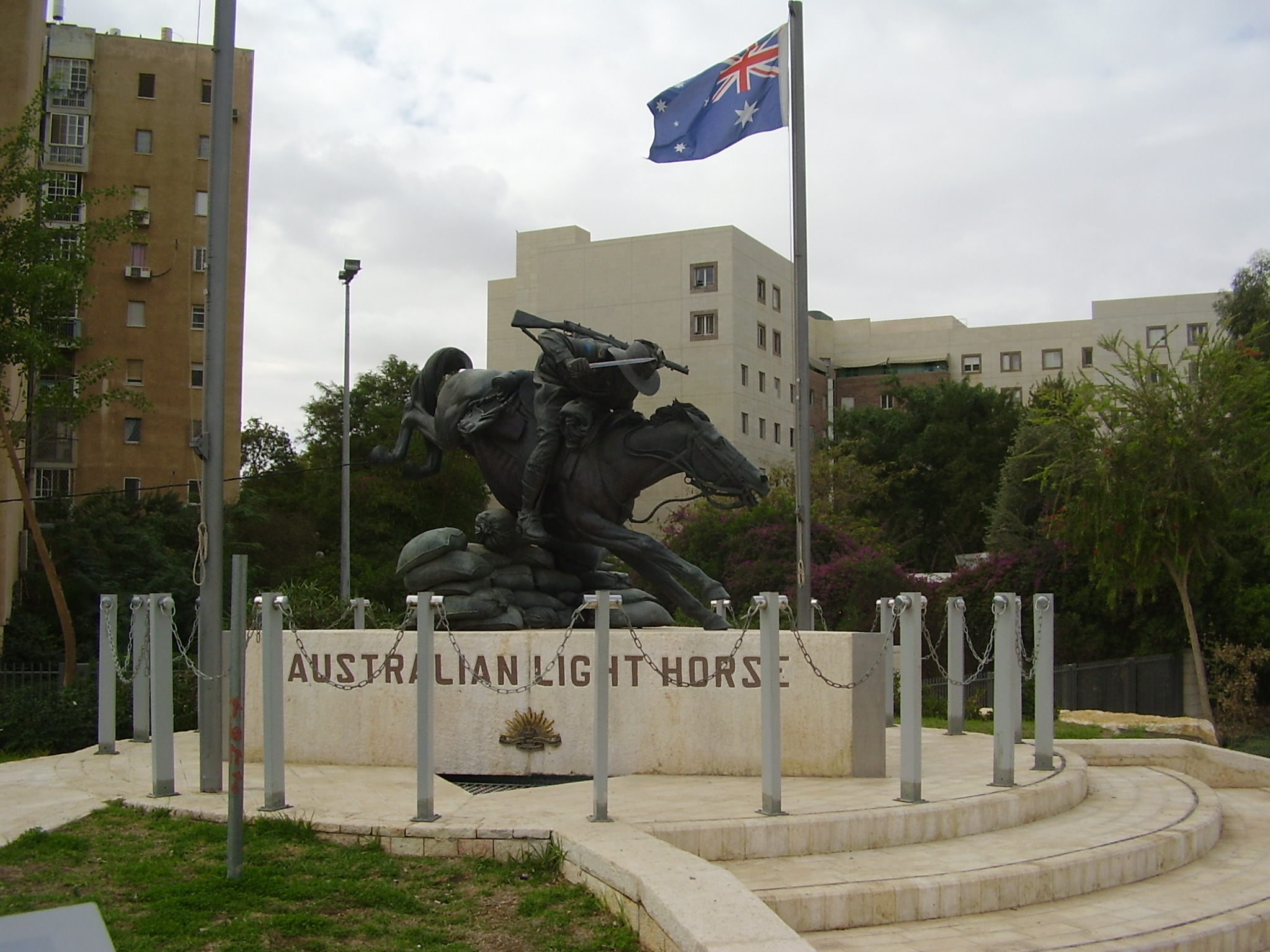
Monument dédié à la Light Horse Brigade (Première Guerre mondiale) à Be'er Sheva en Israël.

La 4th Light Horse Brigade était une brigade d'infanterie montée de la Première Force Impériale australienne ayant servi sur le front du Moyen-Orient lors de la Première Guerre mondiale. Elle fut créée en mars 1915 et envoyée en Égypte sans ses chevaux et fut démantelée en août 1915 au même endroit. Elle fut reformée en février 1917 et rattachée à l'Imperial Mounted Division qui devint en juin 1917 l'Australian Mounted Division (en), dans laquelle elle servit à la campagne du Sinaï et de la Palestine jusqu'à la fin de la guerre.